# Сердюков, Леонтий Степанович
Леонтий Степанович Сердюков (11 января 1941, Ступино — 23 сентября 2024, Санкт-Петербург) — советский футболист, защитник, футбольный судья, инспектор, функционер. Судья всесоюзной категории (07.04.1986).

## Биография
В 1960—1961 годах играл в дубле московского «Локомотива». В 1962—1967 — в саратовском «Труде»/«Соколе». В полуфинальном матче Кубка СССР 1966/67 против московского «Динамо» (0:4) на 87-й минуте встал в ворота вместо Анатолия Печёрского. 
В 1968—1971 годах выступал за астраханский «Волгарь» в классе «Б». Завершил карьеру игрока в «Соколе» в 1972 году.
В 1976—1992 годах работал судьёй.
В 1993—2008 годах — инспектор матчей.
Возглавлял федерацию футбола Саратова.
Награждён почётной грамотой РФС за большой вклад в развитие отечественного футбола и в связи с 70-летием со дня рождения (30.12.2010).